# Orator (Cicero)
Orator (som inte ska förväxlas med Ciceros tidigare verk De Oratore) är en kort text  skriven av Marcus Tullius Cicero i den senare delen av året 46 f.Kr, tre år innan hans död 43 f.Kr. Verket är därmed en av Ciceros sista avhandlingar om ämnet retorik. Texten är en fortsättning på Ciceros bok Brutus. Orator är skrivet som ett brev från Cicero till Marcus Junius Brutus, i vilket Cicero förtydligar sin åsikt om vad som karaktäriserar den fulländade talaren. Den fulländade talaren, enligt Cicero, är den som behärskar de tre stilnivåerna, movére (att beröra publiken), delectáre (att behaga publiken) och docére (att undervisa publiken). Samt den som försöker se talets helhet istället för att bygga upp det strikt utifrån en mall. Cicero skriver att den fulländande talaren förmodligen aldrig har funnits och kommer förmodligen aldrig att finnas.
Ciceros redovisning är ett svar på den kritik som riktades mot hans tankar som han presenterade i De Oratore. Boken är även ett försvar mot gruppen Attici, en samling talare i vilken Brutus var en av de främsta, vars idéer hotade Ciceros karriär som talare.
Den äldsta versionen av manuskriptet är från 800-talet och hittades i klostret Mont-Saint-Michel. En fullständig version av Orator upptäcktes 1421 nära Milano av biskopen av Lodi, Gherardo Landriani. Efter sin upptäckt fick texten stort genomslag och det fanns en stor efterfråga på exemplar av texten. De två versionerna skiljer sig från varandra, men även där de överensstämmer finns det tecken på att texten har blivit omarbetad från sitt original. Därför behöver moderna översättningar ta hänsyn till båda versionerna av texten.

## Kontext
Diskussionen som förs i Orator och Brutus är en del av den större debatt som rådde mellan författare och talare i Rom på 000-talet f.Kr. Diskussionsämnet handlade om vad begreppet atticism skulle betyda. Atticism var ett lånord från Grekland som vissa romare, däribland Brutus, använde sig av för att benämna språk som var enkelt, osmyckat och utan känslomässiga uttryck. De såg atticism som ett eftertraktat ideal och valde att se de stora antika grekiska talare (till exempel Lysias, Demosthenes, Xenofon, och Isokrates) som exempel på detta ideal. 
Cicero var emot tanken att begränsa begreppet till en sorts stilnivå. Han ansåg att de grekiska talarna visade upp ett vitt spektrum av stilnivåer och inte bara en i sina tal. En annan anledning till Ciceros frustration är att han skulle falla utanför kategorin atticism. Språket Cicero använde sig av i sina texter och tal var komplicerat, långt och respektingivande. Därmed skulle han aldrig kunna bli accepterad som den romerska motsvarigheten till Demosthenes.

## Sammanfattning
Enligt Cicero måste man studera både filosofi och retorik för att bli den fulländade talaren. För att excellera som talare behöver man kunskap om det man talar om, och kunskap finner man genom en filosofisk studie av idévärlden. Anledningen till att få är vältaliga är uppdelning mellan retorik och filosofi.
För att bli den fulländande talare behöver man vara vältalig och det blir man genom att bemästra de tre stilnivåerna, låg-, mellan- och högstil. Lågstilen används när man ska övertyga publiken om sin tes. Lågstilen utmärks av ett enkelt och återhållsamt språk. Metaforer används i lågstilen för göra sina tankar enklare att förstå. Man ska ha en sansad användning av gestikulering och även ha måttlig vokal variation. Högstilen är den som har mest kraft och är till för att fängsla publiken. Språket ska vara "fullt, rikligt, ståtligt och utsmyckat". Mellanstilen är tillför att behaga sin publik. Den är mer "robust" än lågstilen men har inte samma kraft som högstilen. Språket är mjukt och det passar att använda sig av stilfigurer, till exempel metaforer, metonymier, katakreser och allegorier. Det finns dock inga förutbestämda regler som man kan följa för att veta vad man ska säga, i vilken ordning och på vilket sätt. Man behöver istället använda sig av sitt sunda förnuft för att veta vad som är passande för situationen.
Cicero redogör också vilka andra egenskaper den fulländade talaren måste besitta än bara vältalighet. Man måste ha insikter i historia och logik, kunna känna och visa sympati samt veta hur man genom ord och meningar skapar välklingande ljud.